# Evangelische Kirche (Schöneck-Büdesheim)

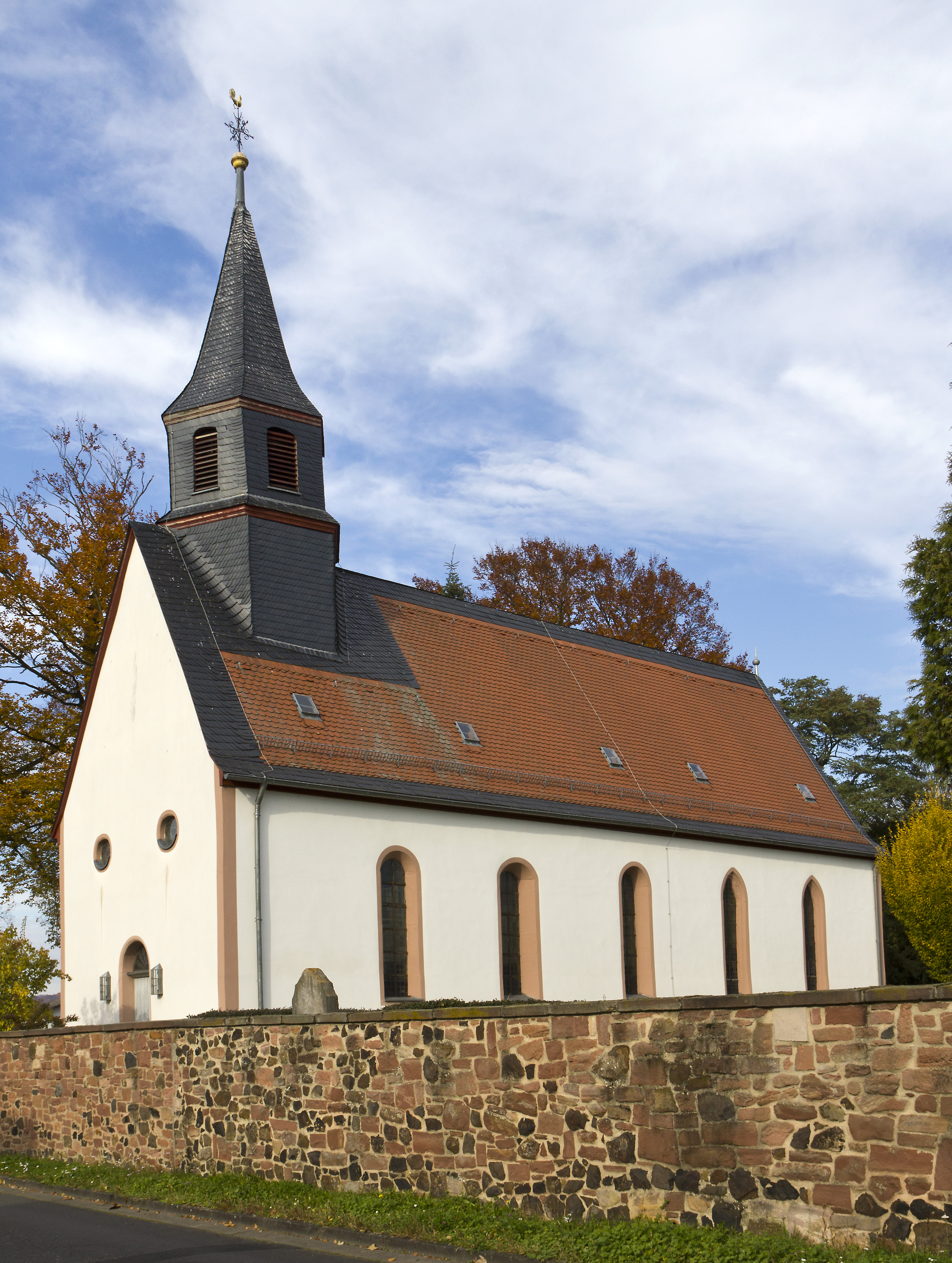
Evangelische Kirche (Schöneck-Büdesheim)

Die Evangelische Kirche Schöneck-Büdesheim ist ein denkmalgeschütztes Kirchengebäude, das in Büdesheim steht, einem Ortsteil der Gemeinde Schöneck im Main-Kinzig-Kreis in Hessen. Die Kirche gehört zur Andreasgemeinde Büdesheim im Dekanat Wetterau der Evangelischen Kirche in Hessen und Nassau.

## Beschreibung
Die Saalkirche mit dreiseitigem Schluss im Osten wurde 1424 gebaut. Dem Satteldach des Kirchenschiffs wurde im Westen im ersten Viertel des 18. Jahrhunderts ein sechseckiger, schiefergedeckter, mit einem Zeltdach bedeckter Dachreiter aufgesetzt. 
Die Orgel mit 12 Registern, einem Manual und einem Pedal wurde 1769–71 von Johann Conrad Zinck gebaut.